# 988
| Calendário gregoriano                                                        | 988 CMLXXXVIII                                       |
| Ab urbe condita                                                              | 1741                                                 |
| Calendário arménio                                                           | 437 – 438                                            |
| Calendário bahá'í                                                            | -856 – -855                                          |
| Calendário budista                                                           | 1532                                                 |
| Calendário chinês                                                            | 3684 – 3685 Início a 22 de janeiro (aproximadamente) |
| Calendário copta                                                             | 704 – 705                                            |
| Calendário etíope                                                            | 980 – 981                                            |
| Calendários hindus - Vikram Samvat - Calendário nacional indiano - Cáli Iuga | 1043 – 1044 909 – 910 4088 – 4089                    |
| Calendário Holoceno                                                          | 10988                                                |
| Calendário islâmico                                                          | 377 – 378                                            |
| Calendário judaico                                                           | 4748 – 4749                                          |
| Calendário persa                                                             | 366 – 367                                            |
| Calendário rúnico                                                            | 1238                                                 |
| Calendário solar tailandês                                                   | 1531                                                 |

988 (CMLXXXVIII, na numeração romana) foi um ano bissexto do século X do Calendário Juliano, da Era de Cristo, teve início a um domingo e terminou a uma segunda-feira e as suas letras dominicais foram  A e G (52 semanas).
No território que viria a ser o reino de Portugal estava em vigor a Era de César que já contava 1026 anos.
| Ano completo                       |
| ---------------------------------- |
| Ano bissexto com início ao domingo |

## Eventos
- Casamento do rei Roberto II de França com Rosália de Ivrea.

## Mortes
- Sunifredo I, vigário de Lluçà e Merles.